# Lorenzo Martínez
Lorenzo Martínez Cordero, född 5 september 1951, är en kubansk före detta volleybollspelare.
Martínez blev olympisk bronsmedaljör i volleyboll vid sommarspelen 1976 i Montréal.